# Hyrax Hill
Hyrax Hill es un yacimiento prehistórico cerca de Nakuru, en la provincia del Valle del Rift de Kenia. Se trata de un espolón rocoso de aproximadamente medio kilómetro de longitud, con una altitud de 1.900 metros sobre el nivel del mar en su cima. El yacimiento fue descubierto por primera vez en 1926 por Louis Leakey durante las excavaciones realizadas en el cercano cementerio de Nakuru, y Mary Leakey llevó a cabo las primeras excavaciones importantes entre 1937 y 1938. En Hyrax Hill se distinguen dos zonas de ocupación: una ocupada durante el Neolítico Pastoral y finales de la Edad del Hierro, y otra ocupada por los sirikwa a principios de la Edad del Hierro.
Hyrax Hill debe su nombre al hyrax, un pequeño mamífero que vive en zonas rocosas. Antaño, los hyrax eran comunes en las grietas rocosas de Hyrax Hill, pero su número ha disminuido en los últimos años debido a la rápida urbanización de los alrededores.
Hyrax Hill es la ubicación del sitio y museo prehistórico de Hyrax Hill.

## Historia de la excavación

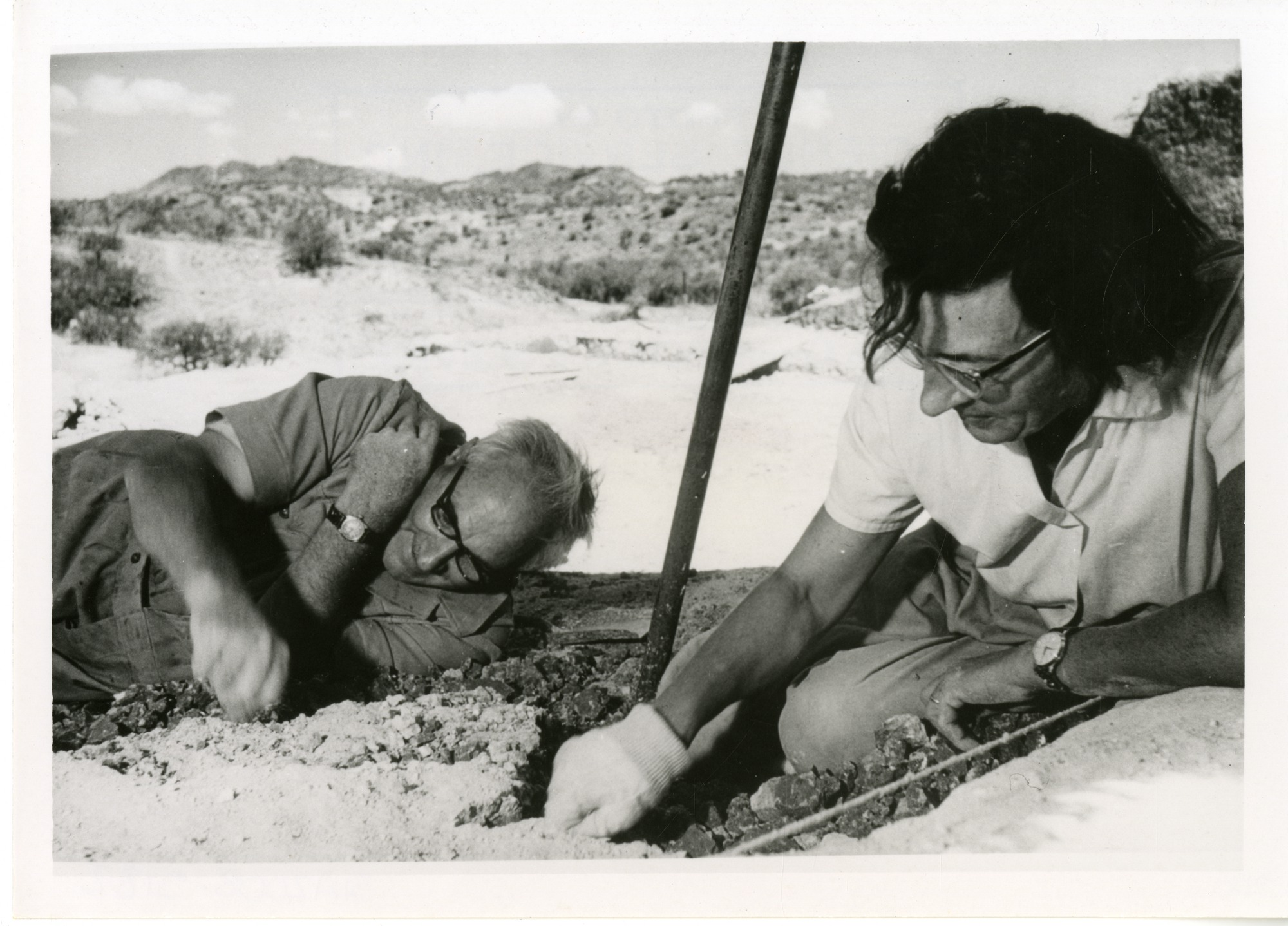
Mary y Louis Leakey excavando en la garganta de Olduvai, Tanzania

Louis Leakey descubrió los restos de asentamientos prehistóricos en Hyrax Hill mientras excavaba el cercano Nakuru Burial en 1926. No lo excavó en ese momento porque creía que se trataba de una ocupación reciente y estaba ocupado trabajando en otros yacimientos. Louis Leakey regresó a la zona en 1937 con su esposa, Mary Leakey. Fue Mary Leakey quien inició las principales excavaciones en Hyrax Hill. Excavó y dio nombre a los yacimientos I y II entre 1937 y 1938. Sin tecnología de datación por carbono, la datación de los yacimientos era difícil en aquella época. Leakey describió erróneamente los "pozos de Sirikwa" de la Edad de Hierro como un poblado anterior a la Edad de Hierro con "viviendas-pozo". No se volvieron a realizar excavaciones en el yacimiento hasta que los Museos Nacionales de Kenia adquirieron Hyrax Hill en 1965, momento en el que Ron Clark y el personal del museo excavaron por completo uno de los pozos de Sirikwa para exponerlo en el museo.

## Ubicación y entorno
Hyrax Hill se encuentra cerca del lago Nakuru. Hace entre 5.000 y 6.000 años, durante la ocupación del yacimiento I, un clima más húmedo hizo que el nivel del lago fuera 100 metros más alto que el actual. En esa época, Hyrax Hill era una península que sobresalía por el lado norte del lago. Los ocupantes habrían tenido acceso a un suministro constante de agua dulce, así como de pescado. Mary Leakey identificó la antigua playa rocosa del lago en sus excavaciones de 1938. La primera ocupación del Yacimiento I se encuentra directamente en la antigua playa, y ella pudo utilizar esta datación y la datación relativa para datar esta parte del yacimiento.
El nivel de los lagos empezó a descender hace 3.500 años y la zona se convirtió en una sabana más abierta. Este entorno más seco se adaptaba bien al pastoreo practicado por los últimos habitantes sirikwan del yacimiento I.

## Arqueología

### Yacimiento I
El "yacimiento I" es la zona de Hyrax Hill que estuvo ocupada durante el Neolítico y finales de la Edad del Hierro. Aunque la ocupación temprana del yacimiento hace 5.000 años se denomina con frecuencia "Neolítico" (una tendencia iniciada por Louis y Mary Leakey durante las primeras excavaciones en la zona), aún no se han encontrado pruebas de cultivos o cría de animales en la ocupación temprana del yacimiento I de Hyrax Hill. La parte del yacimiento correspondiente a la Edad del Hierro data de hace unos 200 años y consta de varios recintos de piedra y un gran conchero. Justo debajo de esta capa había un cementerio neolítico anterior. El cementerio neolítico consistía en varios túmulos bajos formados por grandes bloques de piedra. Muchos de los individuos enterrados habían sido descuartizados.
Los ocupantes de este periodo del yacimiento fabricaban característicos cuencos de piedra molida, y muchos se encontraron asociados a enterramientos femeninos en el cementerio neolítico de Hyrax Hill y otros yacimientos de la zona. Los cuencos de Hyrax Hill son redondos u oblongos, especialmente poco profundos, y están hechos con una variedad local de piedra de fácil acceso. Como estos cuencos eran tan característicos en muchos yacimientos del Valle del Rift, los arqueólogos crearon el término "cultura de los cuencos de piedra" para englobar la cultura neolítica que se creía que representaban. El término "cultura de los cuencos de piedra" no se utiliza mucho hoy en día, ya que ha sido suplantado por "Neolítico pastoral de la sabana", una cultura que, según Christopher Ehret, probablemente fue producida por los primeros colonos cusitas. En Kenia, el término más amplio "Neolítico Pastoral" se refiere a yacimientos arqueológicos que contienen una industria lítica de la Edad de Piedra Tardía, una ganadería predominante y vasijas de cerámica.
El tipo de cerámica conocido como "cerámica de Nderit" se encuentra en el yacimiento I. Se trata de vasijas redondeadas con una superficie muy texturizada de impresiones en forma de cuña, que se encuentran comúnmente en sitios neolíticos en el este de África. Se asemejan a cestas.

### Yacimiento II
El "yacimiento II" se encuentra en la ladera noroeste de la colina de Hyrax, frente al yacimiento I. Su ocupación en la Edad de Hierro es anterior a la del yacimiento I. Las fechas de radiocarbono han revelado que el yacimiento II fue ocupado entre los siglos XII y XV d. C.. El yacimiento II fue ocupado por los sirikwa, un grupo posterior de pastores de ganado. La característica principal de este yacimiento es una serie de trece depresiones y montículos arenosos en forma de cuenco. Estas depresiones, llamadas Sirikwa Holes, se construyeron deliberadamente como corrales para encerrar al ganado, y los montículos bajos adyacentes a estas hondonadas se crearon amontonando estiércol y desperdicios fuera del corral. En el yacimiento II se han encontrado restos de ganado vacuno, caprino y ovino, muchos de los cuales muestran marcas de cortes y señales de uso humano. Las excavaciones de John Sutton en 1985 hallaron la mandíbula de una especie equina, posiblemente un asno. Las excavaciones de 1990 identificaron el ganado como probablemente perteneciente a la especie cebú. Un análisis más detallado demostró que las vacas hembras sólo se sacrificaban después de la edad de lactancia, lo que indica un énfasis en la producción de leche. En esta excavación también se hallaron los restos de un perro doméstico, el primero encontrado en un yacimiento de Sirikwa. La presencia de perros domésticos carroñeros podría explicar las marcas de roedores carnívoros halladas en los huesos del yacimiento.

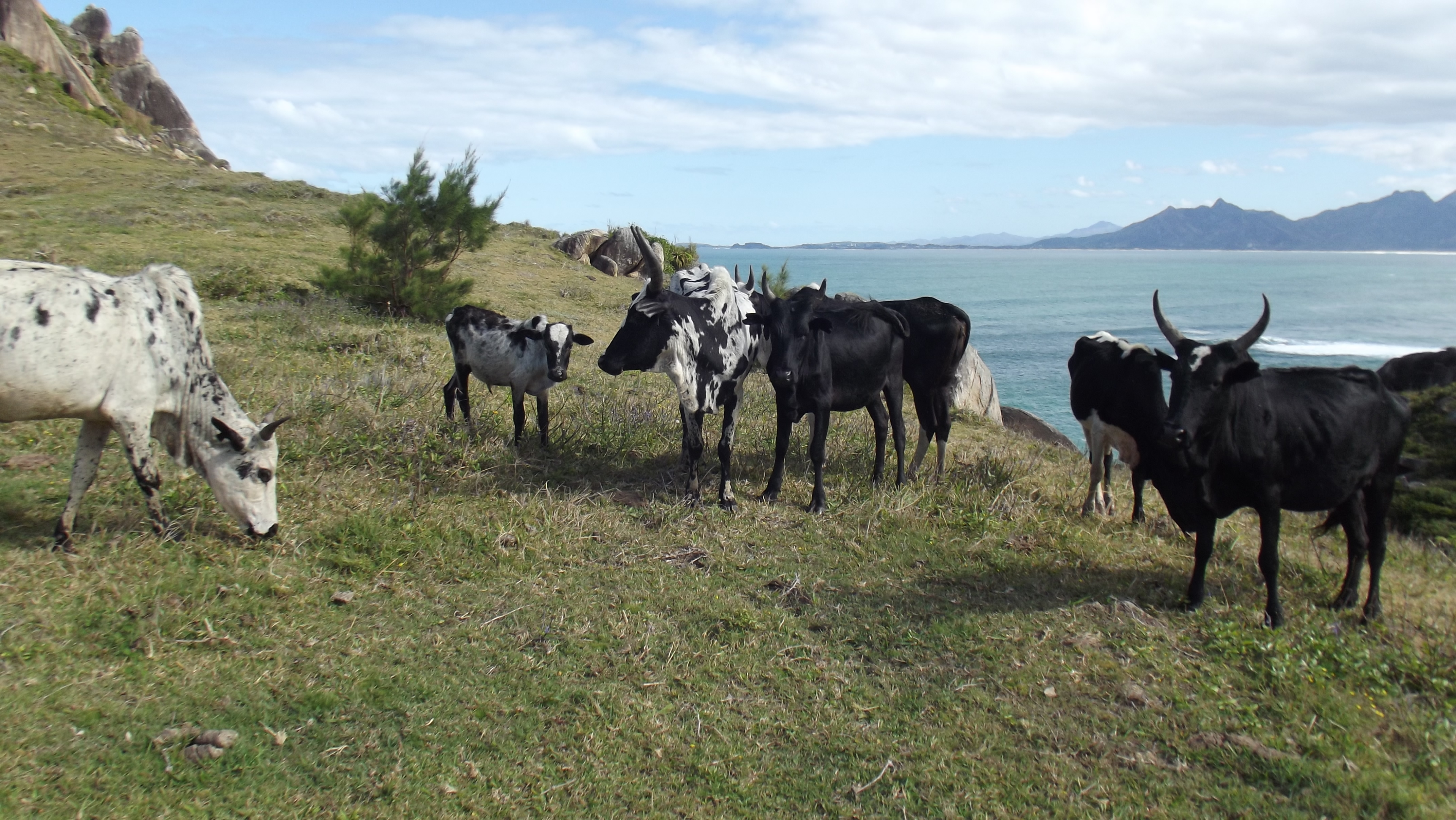
Ganado cebú similar al que habrían criado los Sirikwa.

El yacimiento II se identificó erróneamente como un yacimiento del Neolítico tardío cuando se excavó por primera vez, y Mary Leakey lo asignó a la cultura neolítica "Gumban B" que Louis Leakey había identificado en excavaciones anteriores en la zona. En la zona se habían excavado pocos yacimientos de la Edad de Hierro y Mary Leakey no disponía de ningún método fiable para datar el yacimiento. Se habían encontrado pocos artefactos de hierro en el yacimiento II, lo que confundía aún más la fecha real. También se encontraron en el yacimiento lascas de obsidiana dispersas, similares a las utilizadas por culturas anteriores. Se desconoce si fueron fabricadas por los habitantes del yacimiento II o por los del yacimiento I.
La cerámica hallada en el yacimiento II es "loza de Lanet", datada en la Edad del Hierro. Se trata de vasos altos con bordes sencillos, fondos redondeados y decoración a base de cordones. A veces tienen pequeños picos y asas redondeadas. La cerámica tiene un característico acabado de "papel de lija", y se han encontrado algunas vasijas con engobes rojos.

### Otras zonas arqueológicas
Se han encontrado restos arqueológicos en la colina, fuera de los yacimientos I y II. En la cima de la colina hay una zona despejada, posiblemente creada por los habitantes posteriores del yacimiento I o los habitantes del yacimiento II. Mary Leakey lo describió como un posible círculo o fuerte de piedra.
Hay dos tableros de bao tallados en afloramientos rocosos en la ladera norte de la colina. Uno sólo se conserva parcialmente, pero ambos parecen ser una versión de dos filas del juego en lugar de una versión de cuatro filas. Se cree que están asociados al asentamiento Sirikwa del sitio II.

## Nomenclatura Gumban
Mientras investigaba yacimientos arqueológicos en Kenia, Louis Leakey identificó yacimientos tempranos pertenecientes al Neolítico. Los denominó "Gumban", en honor a los pequeños habitantes del bosque que, según la mitología kikuyu, vivían en la zona antes que los kikuyu. Además, dividió la categoría en las variantes "Gumban A" y "Gumban B". Leakey no pretendía insinuar que los gumba fueran los creadores de los yacimientos neolíticos, sino que el término se refería en sentido amplio a una cultura anterior a los habitantes modernos de la zona. Leakey utilizó este término al excavar el cercano yacimiento funerario de Nakuru, y Mary Leakey continuó usándolo al excavar Hyrax Hill. Desde entonces, el nombre ha caído en desuso, debido a su naturaleza engañosa. "Gumban B" se identificó originalmente como una cultura neolítica, pero a menudo se utilizó erróneamente para referirse a yacimientos que ahora se datan correctamente en la Edad del Hierro. En aquella época no existía ningún método fiable para datar los yacimientos, y Louis Leakey incluyó accidentalmente fragmentos de cerámica de la Edad de Hierro entre los artefactos "Gumban B" del yacimiento funerario de Nakuru, anterior a la Edad de Hierro. De este modo, yacimientos de la Edad del Hierro como el yacimiento II de Hyrax hill se asociaron con yacimientos neolíticos "Gumban B" hasta que se desarrolló una cronología más clara de la zona.
Los tipos de cerámica hallados en Hyrax Hill fueron denominados originalmente "Gumban A" y "Gumban B" por Louis y Mary Leakey cuando se descubrieron por primera vez en Hyrax Hill y en el cementerio de Nakuru. Estos términos cayeron en desuso junto con el de "Gumban". El tipo de cerámica anteriormente conocido como "Gumban A" se conoce ahora como "Nderit ware" y el tipo anteriormente conocido como "Gumban B" se conoce ahora como "Lanet ware". Ambos nombres hacen referencia a los lugares en los que se identificaron por primera vez los tipos cerámicos.